# Fémkereső

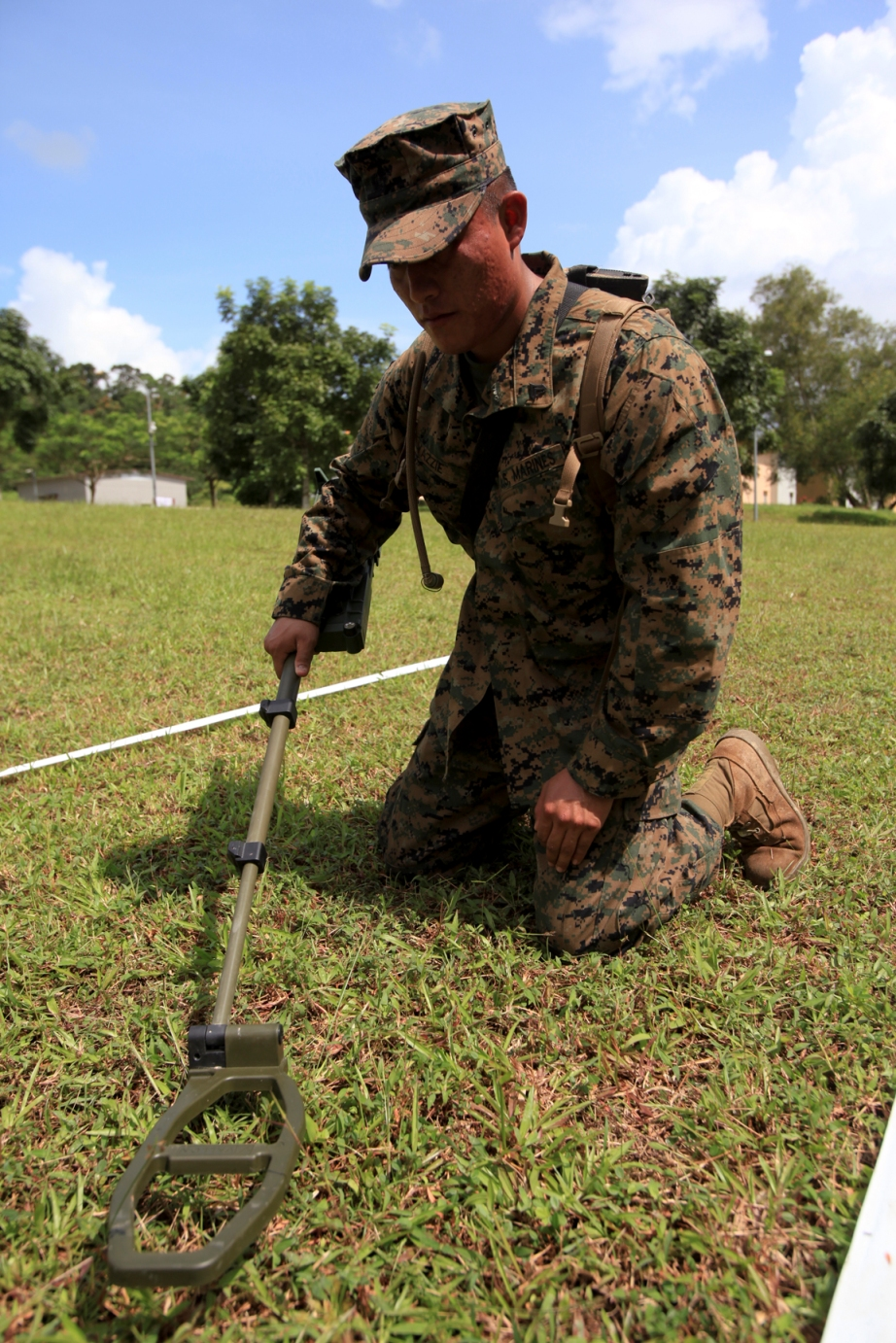
Fémkereső

A fémkereső (fémdetektor) olyan készülék, amely elektromágneses indukció segítségével kijelzi (detektálja) a közelében lévő fémek jelenlétét. Fő alkalmazási területei: az élelmiszeriparban és gyógyszergyártásban a kopásfémek kimutatása, biztonsági kapukban fegyverek és tiltott tárgyak érzékelése, aknakeresés, ipartelepek vagyonvédelme, építő- és szerelőiparban vezetékek és betonvasak érzékelése, geológiai érckutatás, régészet, hobbi. Speciális célokra használnak nem indukcióval működő fémérzékelőket is, például rádióhullámokat, ultrahangot, stb.

## Története
A 19. század vége felé több, az elektromosság terén jártas mérnök és tudós tűzte ki céljául fém jelenlétét jelző készülék megtervezését, mert nyilvánvalónak vélték, hogy egy ilyen készülék igen hasznos lenne a bányászatban fémtartalmú kőzetek felkutatására. Heinrich Wilhelm Dove német fizikus már kidolgozta az indukciós mérleg elvét, de ilyen rendszert csak száz évvel később építettek egy fémkeresőbe. Az első fémkeresők durva műszerek voltak, nagy volt az elektromos energia szükségletük és működési területük is korlátolt volt. Alexander Graham Bell, a telefon skót feltalálója 1881-ben ilyen készülékkel próbálta sikertelenül megkeresni James A. Garfield amerikai elnök mellkasában azt a lövedéket, amellyel meggyilkolták, de az acélrugós ágy, amelyen a halott feküdt, megzavarta a készüléket.
A fémkeresők lényeges fejlődése az 1920-as években kezdődött. Gerhard Fischer rövidhullámú sugárzással működő iránymeghatározó rendszert fejlesztett ki navigáció céljára. Ez a rendszer kitűnően működött, de Fischer rendellenességeket észlelt, amikor a műszert érctartalmú kőzeteket tartalmazó területen használta. Ez nem keserítette el, sőt, egy a jelenséget használó készülékre 1937-ben szabadalmat is nyújtott be, amely a közeli fém által elhangolódó tekercs frekvenciaváltozását használta a fémtárgy felderítésére. Egy ezt az elvet követő gyakorlatban használható készüléket azonban csak később, a második világháború idején fejlesztett ki egy Skóciában szolgáló lengyel katonatiszt, Józef Stanislaw Kosacki hadnagy. Készülékét, amit nagyra becsültek, lengyel aknakutató készüléknek nevezték el. A készülék igen nehéz volt, mivel elektroncsövekkel működött, amelyek üzemeltetéséhez – a hordozhatóság miatt – nagyméretű és súlyos telepekre volt szükség.
Kosacki készülékét széles körben használták a második világháború alatt német aknamezők aknamentesítésére. Később a szövetséges hadsereg szicíliai, Appennini-félszigeti, majd normandiai partraszállás során használta. Mivel az aknakereső detektor megteremtése és fokozatos fejlesztése a háború kísérleti munkái közé tartozott, még a készülék tervezőjének neve is ötven évig hadititoknak számított.
A háború után jó néhány készülék maradt meg és elárasztotta a piacot kincskeresők örömére, akiknek ez hasznos szórakozást jelentett.
Több gyártó cég gazdagította saját ötleteivel a fémkereső detektor tervét. Az amerikai White's Electronics nevű cége az 1950-es években kezdte árulni az Oremaster Geiger Counter néven ismert készüléket, Charles Garrett pedig a BFO-rendszerű fémkeresők úttörője lett. Később, a tranzisztor feltalálásával kisebb és könnyebb készülékek gyártása vált lehetővé.

## Típusai

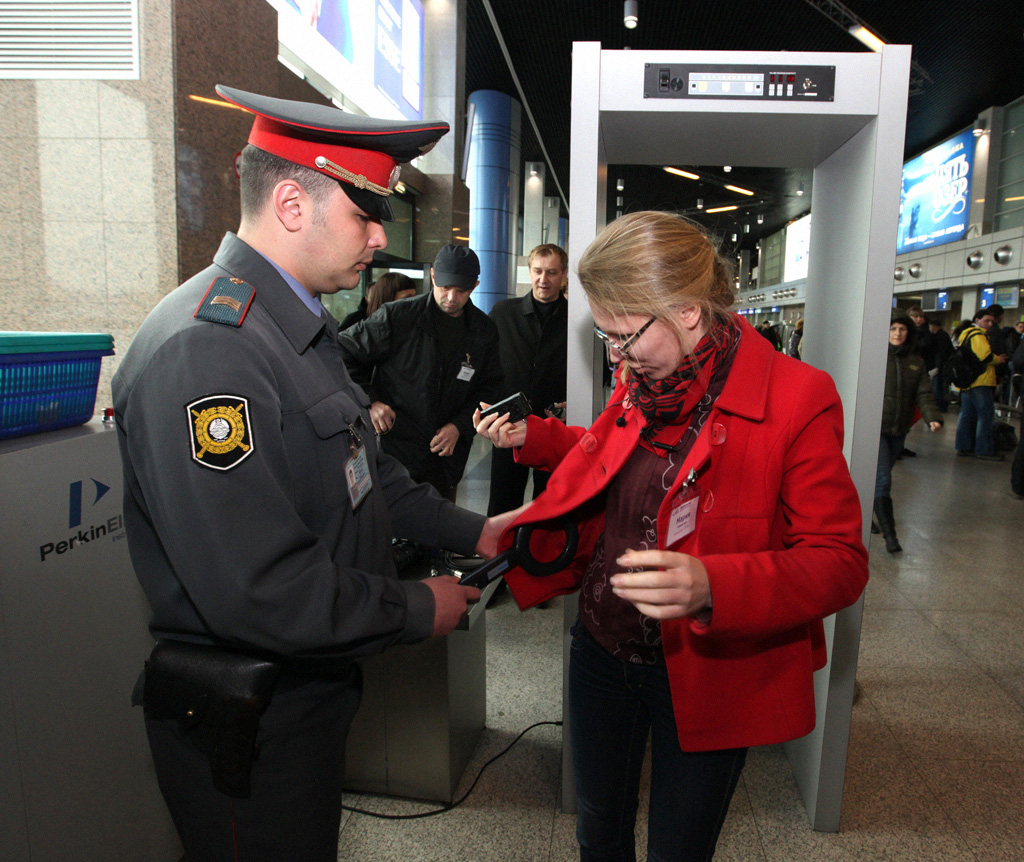
Abszorpciós kézi fémkereső személyek vizsgálatára, háttérben egy kapu alakú IB-fémkereső

Különböző anyagú és méretű fémek detektálására többféle elven működő fémkereső (-érzékelő) készülék létezik, amelyek a fémeket más és más módon érzékelik. A legfontosabb típusok:
- Abszorpciós (Drop-out) fémkereső
- Üttető oszcillátoros (BFO)
- Induktív híd (Induction Balanced)
- Félrehangolt rezgőkörű (Off-resonance)
- Alacsonyfrekvenciás (Very Low Frequency)
- Impulzusüzemű (Pulse Induction)
- Rádiós (Ultra High Frequency)[8]
- Terahertz-es képalkotók (TeraHertz)
- Magnetométer
- Geo Radar Földradar

### Abszorpciós fémkereső
Az abszorbciós fémkereső működési elve az örvényáramok illetve mágneses vasveszteség által elvesztett energiákon alapul. A keresőtekercs jelét egy kis teljesítményű, nagyfrekvenciás  oszcillátor biztosítja. Ezen tekercs által keltett mező a fémekben nagy veszteségű örvényáramokat eredményez. Az energiaelvonás következtében a rezgés amplitúdója csökken, sőt túl közeli nagy fém esetén akár teljesen meg is szűnik. A – csökkent energiájú – rezgés amplitúdóját szűrés után általában egy feszültség összehasonlító IC (komparátor) érzékeli, amelynek kimenete eltérés esetén jelzést ad. Ezen az elven működik a legtöbb biztonsági rendszer hordozható fémkeresője és a kincskeresők pin-pointereinek túlnyomó része.

### BFO-fémkereső
A BFO-rendszerű (Beat Frequency Oscillator ~ üttető oszcillátorral működő) fémkereső a legegyszerűbb és a legrégebbi típusúnak számít. Működési elvéből adódóan aránylag érzéketlen. A BFO-rendszerű fémkereső a szinkrodin rendszerű vevőkészülékek keverőjéhez hasonlóan működik: Egy helyi oszcillátor jelet állít elő, amelynek rezgőköri tekercse a fémkereső érzékelő tekercse, egy másik független oszcillátor pedig az előzővel (közel) megegyező frekvenciájú rezgéseket. Mindkét jelet egy keverő (mixer) áramkörre vezetik, amely a két frekvencia különbségét állítja elő. A különbségi frekvenciát ezután további szűrő- és erősítő áramkörökön át juttatják el a hallgatóba (esetleg hangszóróba). Ha például az egyik oszcillátor 100 kHz-en rezeg, a másik pedig 101 kHz-en, a hallgatóból folyamatos 1 kHz-es fütty hallható. Amennyiben az érzékelő tekercséhez fémtárgy közelít (vagy a tekercs a fémtárgyhoz), akkor a fémtárgy – mint hangolómag – az érzékelő oszcillátor frekvenciáját elállítja (elhangolja), így a keverő kimenetén más hangfrekvencia jelenik meg. Végeredményben a fémtárgy közeledése a hallgatóban lévő hang magasságának változásával jár: mágnesezhető anyagok (például vastárgyak) jelenlétére a különbségi frekvencia csökken – a hang mélyül. A nem mágnesezhető fémtárgyak hatására (alumínium, réz, ezüst, stb.) pedig a különbségi frekvencia növekszik – vagyis a hallható hang magasabb lesz.  Tehát a BFO-rendszerű detektor nemcsak a fém jelenlétét, hanem az érzékelt fém típusát is képes kimutatni.
Előnye mellett számos hátránya is van:
- Egy BFO-rendszerű fémkereső érzékenysége kisebb fémtárgyakra csak azáltal növelhető, ha az oszcillátorok frekvenciáit növelik. Egy aprócska tárgy ugyanis csak jelentéktelen módon képes elhangolni az érzékelő tekercsét, ezáltal a keverőben keletkezett különbségi frekvencia is nagyon kicsi lesz. Következésképpen a már hallható hang megváltozása is nagyon kicsi és kívül eshet az emberi fül érzékelési tartományán. Ha az oszcillátorok magasabb frekvencián működnek, akkor az elhangolódás kisebb fémtárgy hatására is jelentősebb lesz, ami relatív érzékenységnövekedést okoz. Az oszcillátorok frekvenciájának növelése azonban nem minden közeg esetén járható. Például talajban való detektálás esetén a magasabb frekvenciák sokkal inkább elnyelődnek, emiatt a BFO-rendszerű detektorok csak a felszín közeli keresésre (kb. 5-10 cm mélységig) alkalmasak, jellemzően strandok homokjában való keresésre. A BFO-rendszerű fémkeresők 100 kHz körüli frekvencián működnek.
- Két oszcillátora a nagyon közeli frekvenciák miatt hat egymásra, azaz a keverőn keresztül képesek egymást bizonyos mértékben elhangolni, „utánhúzni”, ami az apróbb tárgyak érzékelése ellen hat. Ezért egy BFO-rendszerű fémkereső érzékenysége döntően a keverő tulajdonságain múlik.
- Hallgatójában folyamatos sípolás (fütty) hallható, ami a működés elvéből következően nem szüntethető meg.
- Nem tiltható ki egyes fémek érzékelése, így például „szemetes” területen (alufólia darabok, robbanás okozta szilánkok, stb.) használhatatlanná válik, mert állandóan jelez.
- Gyakori utánhangolást, állítgatást igényel a telepek (áramforrások) kimerülése és a hőmérséklet okozta frekvenciaváltozások miatt.
- Földhatásra érzékeny, vagyis elektrosztatikus árnyékolás, Faraday-kalitka nélkül nemcsak a fémtárgyak, hanem a talaj közeledése-távolodása is elhangolja. A talaj egyenetlensége miatt ez hamis találatot jelez. Az elektrosztatikus árnyékolás (a tekercs sztaniolba való burkolása) viszont az amúgy is kicsiny érzékelési távolságot csökkenti.

Hiányosságai miatt többnyire csak kísérleti, oktatási céllal építik meg.

### Induktív híd

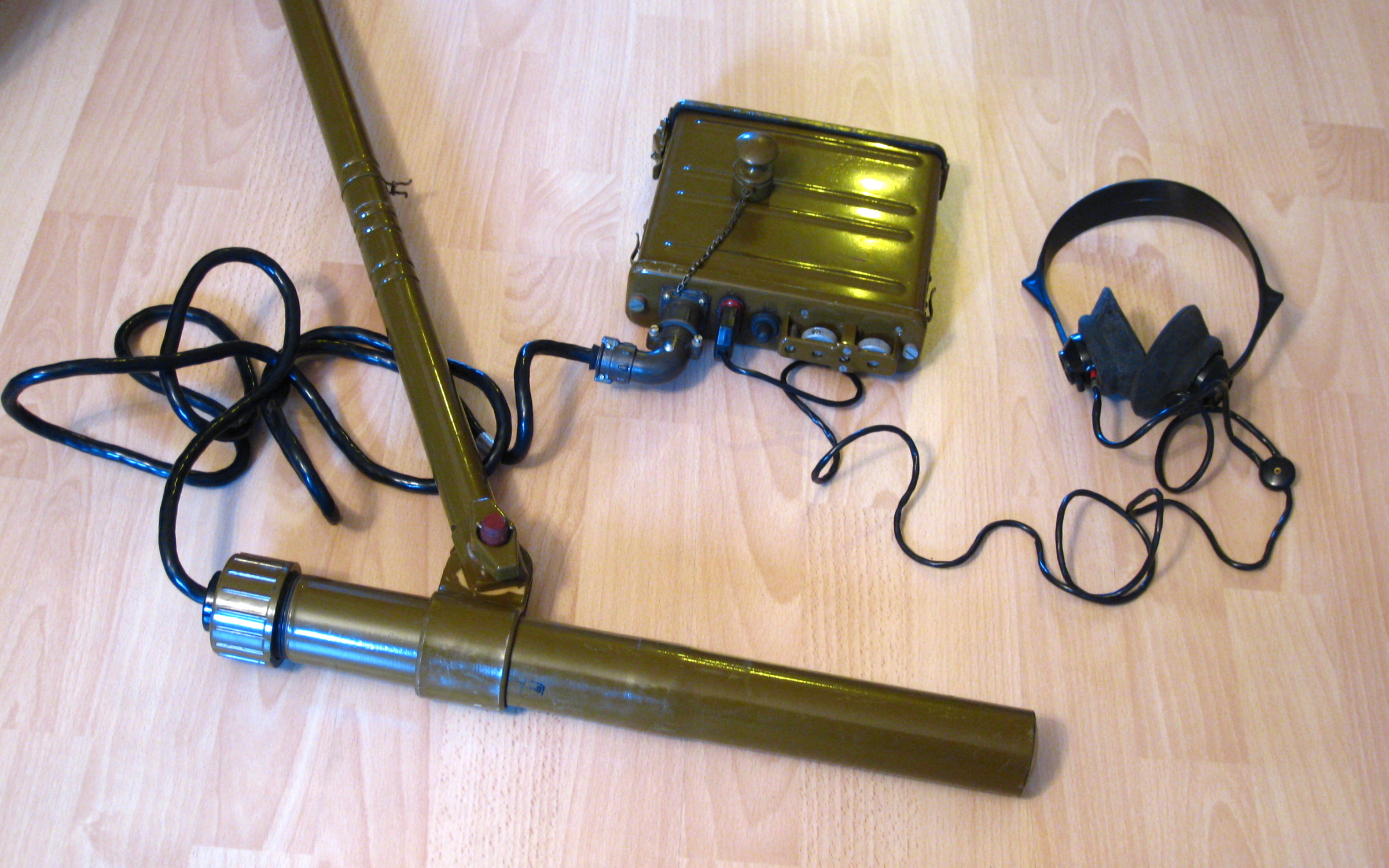
IB-rendszerű aknakereső az 1960-as évekből

Az IB (Inductive Balance ~induktív híd) típusú fémkeresőben az amplitúdó-modulált jeleket adó oszcillátor két tekercset táplál. Ezen két adótekercs csévélési iránya ellentétes. Egymásra helyezve őket, a kettő közötti mágneses tér elvileg zérus. A harmadik tekercs a előbbi kettő között helyezkedik el, és ennek kivezetésein fémmentes állapotban nincsen feszültség (Kompenzáló áramkörrel kiegyenlíthetőek kisebb gyártási és szerelési eltérések). Ha bármely irányból fém kerül a tekercsek közelébe, valamelyik adótekercshez közelebb lesz, így az aszimmetrikus elrendezés miatt felbomlik a mágneses mező kiegyenlítettsége, és ez a középső (kereső)tekercsben jelfeszültséget indukál. Ezen jelet felerősítve és egyenirányítva hangjelet kapunk a fülhallgatón. Az induktív hidakat főként az ipari és biztonsági fémdetektálásban alkalmazzák.

### Félrehangolt rezgőkörű
Az Off-resonance avagy félrehangolt rezgőkörű fémkeresőben a keresőfej közelébe kerülő fémtárgytól annak rezonanciafrekvenciája is megváltozik, azaz elhangolódik az oszcillátor frekvenciájától (innen ered a neve). A fém okozta elhangolódás következtében a rezgőkör kimenetén csökkenő feszültség lesz tapasztalható. A kapott jel szűrés és jelalakformálás után egy komparátor (feszültség-összehasonlító – rendszerint integrált áramkör) egyik bemenetére kerül, míg a másik bemenetre az oszcillátor jelét vezetik. A komparátor IC kimenetén a két feszültség különbségével arányos jel jelenik meg. A technika fejlődése túlhaladottá tette az ilyen elvű fémkeresőket.

### Alacsonyfrekvenciás
A VLF-detektor (Very Low Fequency ~ nagyon alacsony frekvencia) nevétt onnan kapta, hogy a BFO-rendszerű detektorokkal ellentétben nagyon alacsony frekvenciát használ. A szokásos működési frekvencia 3 kHz és 50 kHz között van az alkalmazás céljától függően:
- 3-6k Hz közötti tartományban nagyobb a behatolási mélység, azonban a apróbb tárgyakra érzéketlenebb;
- 6-17 kHz közötti tartományban működő VLF-fémkeresők érzékenyek az egészen apró tárgyakra, azonban a nagyobb frekvencia miatt kisebb a keresési mélység. Egyes gyártók multifrekvenciás VLF-fémkeresőket gyártanak, amelyek egy érzékelés során több különböző frekvenciát bocsátanak ki és érzékelik a kapott válaszjeleket abból a célból, hogy elnyomják a hátrányos tulajdonságokat.[14]
- 50-60 kHz körüli frekvenciatartományban a sivatagi aranykutatók dolgoznak (például Arizona). Az ilyen frekvencián dolgozó detektor érzékeli a felszínen elszórt egészen apró, egy grammtól kisebb aranyszemcséket (nuggets) is.

Függetlenül a működési frekvenciától, a VLF-rendszerű detektoroknak további két típusa van:
- Motion (~ mozgatásra detektáló) és
- Non-motion (~ mozgatás nélkül is detektáló).

A motion avagy mozgatásra detektáló fémkereső azt jelenti, hogy a fémkereső csak akkor és csak akkor ad jelet, ha a keresőfej és a fémtárgy között relatív elmozdulás van (innen a neve). Az ilyen fémkereső még akkor sem ad jelet, ha a fémtárgy már az érzékelőn van, de nincs elmozdulás a tekercs és az érzékelendő céltárgy között. Ezzel a technikával készül a ma forgalmazott VLF-fémkeresők 95%-a.
A non-motion típusú fémkeresők folyamatosan jelet adnak, ha a fémtárgy a keresőtekercs hatótávolságán belül van, függetlenül attól, hogy történt-e elmozdulás vagy sem. Ezt a technikát ma már csak kevés gyártó alkalmazza, mert a pin-pointerrel ellátott motion-típusú VLF-detektorok a pin-pointer gomb benyomásakor non-motion üzemmódra váltanak.
A VLF-rendszerű fémkeresők legalább két tekercset tartalmaznak: minimálisan egy adó- és egy érzékelő tekercset. Gyakran a tekercseket indukciósan kiegyenlítik, abból a célból, hogy a legkisebb változásra is reagáljon.
A VLF-rendszerű fémkeresők adótekercse a konstrukciótól függő folyamatos szinusz alakú jelet bocsát ki. Ha a keresőtekercs hatótávolságán belül fémtárgy kerül, akkor a fémtárgyban indukált feszültséget a vevőtekercs érzékeli. A vevőtekercs által vett jel amplitúdóját és fázisát egy-egy áramkör összehasonlítja (diszkriminátor áramkör) és szűrő áramkörökön át erősítőre küldi. Az összehasonlító (diszkriminátor) beállítható úgy, hogy egyes fémtípusokra ne reagáljon (például vas, alu fólia, stb).
A VLF-típusú fémkeresők földben általában 20-30 cm mélységig érzékelnek. Az érzékelés mélysége függ:
- az alkalmazott frekvenciától;
- a céltárgy nagyságától;
- a készülék érzékenységétől (kialakításától és beállításától);
- a használt keresőfej kialakításától és méretétől.

### Impulzusüzemű
A PI-detektor (Pulse Induction) periodikusan kibocsátott nagy teljesítményű impulzusokkal működik.
Létrehozásának célja az, hogy a fentebb ismertetett típusú fémkeresők behatolási mélysége a talajban erősen korlátozott, általában csak a felső talajrétegre korlátozódik, mert a talajban rendkívül erősen csillapodnak a kisugárzott rádióhullámok. A PI-detektor úgy állítja elő impulzusait, hogy egy feltöltött nagy kapacitású kondenzátort a nem rezonáns keresőtekercsen át kisütnek. A tekercsen keletkező önindukciós nagyfeszültség fém távollétében egyenletesen lecseng és a lecsengés időtartamát pontosan mérni lehet. Ha azonban az érzékelő műszer fémet talál, akkor a keltett nagyfeszültségű impulzus a fémben egy gyenge elektromos áramot hoz létre, ami lelassítja a lecsengés folyamatát. Az impulzusok adását és a készülék vételre kapcsolását egy ütemező áramkör biztosítja, mert a PI-detektor csak egyetlen tekercset használ. Bár a két elhalási sebesség közötti különbség (fém észlelése és a fém hiánya esetei között) igen csekély – abban az esetben, ha a fém nincs túlságosan távol a műszertől –, a különbséget mérni lehet.
Az ezen módszer alkalmazásán alapuló készülékek nagy előnye, hogy megfelelő időzítéssel a talaj hatása elhanyagolható és a nagy impulzusteljesítmény miatt jelentős a behatolási (detektálási) mélysége. Az érzékelés mélysége az impulzusok teljesítményétől és a keresőtekercs nagyságától függ. Technikai okokból az impulzusok ismétlődési frekvenciája 60 Hz és 600 Hz között van és korlátozva van a keletkező önindukciós feszültség értéke is
A PI-detektor hátránya, hogy – működési elvéből következően – nem tud különbséget tenni az érzékelt fém típusa között, vagyis minden fémet kijelez: nincs diszkriminációja, így az egyes fémtípusok érzékelése sem tiltható le. PI-detektort a roncskutatásban és az aknakereső célra alkalmaznak.

## Egyéb technológiák
Az indukcióval működő fémdetektálással csak bizonyos korlátok között lehet fémeket érzékelni. Nagyobb méretű keresőtekercs érzéketlen a kisebb tárgyakra, például apróbb érmék, gyűrűk, stb., a kisebb tekercsek érzékelési mélysége kisebb ugyan, de érzékeny az apró tárgyakra, viszont időigényes a használata. Vannak továbbá olyan fémek, amelyek kifejezetten rosszul detektálhatóak (korrózióálló és hőálló acélok), emiatt egyéb technológiák is megjelentek a fémek érzékelésére és kimutatására.

### Rádióhullámokkal működő
Az UHF (Ultra High Frequency ~ Ultra magas frekvencia)-fémkeresők deciméteres hosszúságú rádióhullámokat használnak a talajban lévő fémtárgyak, jellemzően aknák kimutatására. Az alkalmazott igen magas frekvenciák miatt a talajban való észlelési mélység mindössze 7-10 cm.

### THz-es képalkotók
A terahertz tartományú képalkotók 1995 óta vannak jelen a fémkeresésben és elsősorban a biztonsági szolgálat alkalmazza őket. Az alkalmazott hullámhossz 0,1 mm és 1 mm között van. Két módszert alkalmaznak:
- passzív – a testek által kibocsátott elektromágneses sugárzást érzékelik.
- aktív – a vizsgálandó teret fényhez hasonló THz-es hullámokkal sugározzák be és a visszavert sugarakat érzékelik.

### Magnetométer, földradar
A magnetométer és földradar használata a fémdetektálás határterületéhez tartozik, mivel nagyméretű és nagy mélységben lévő fémtárgyak (például tóban elsüllyedt harckocsi) helyének lokalizálására, geológiában érctelepek helyének kutatására továbbá a földradar speciális változatát (borehole-radar) hadszínterek aknamezőinek felderítésére használják.

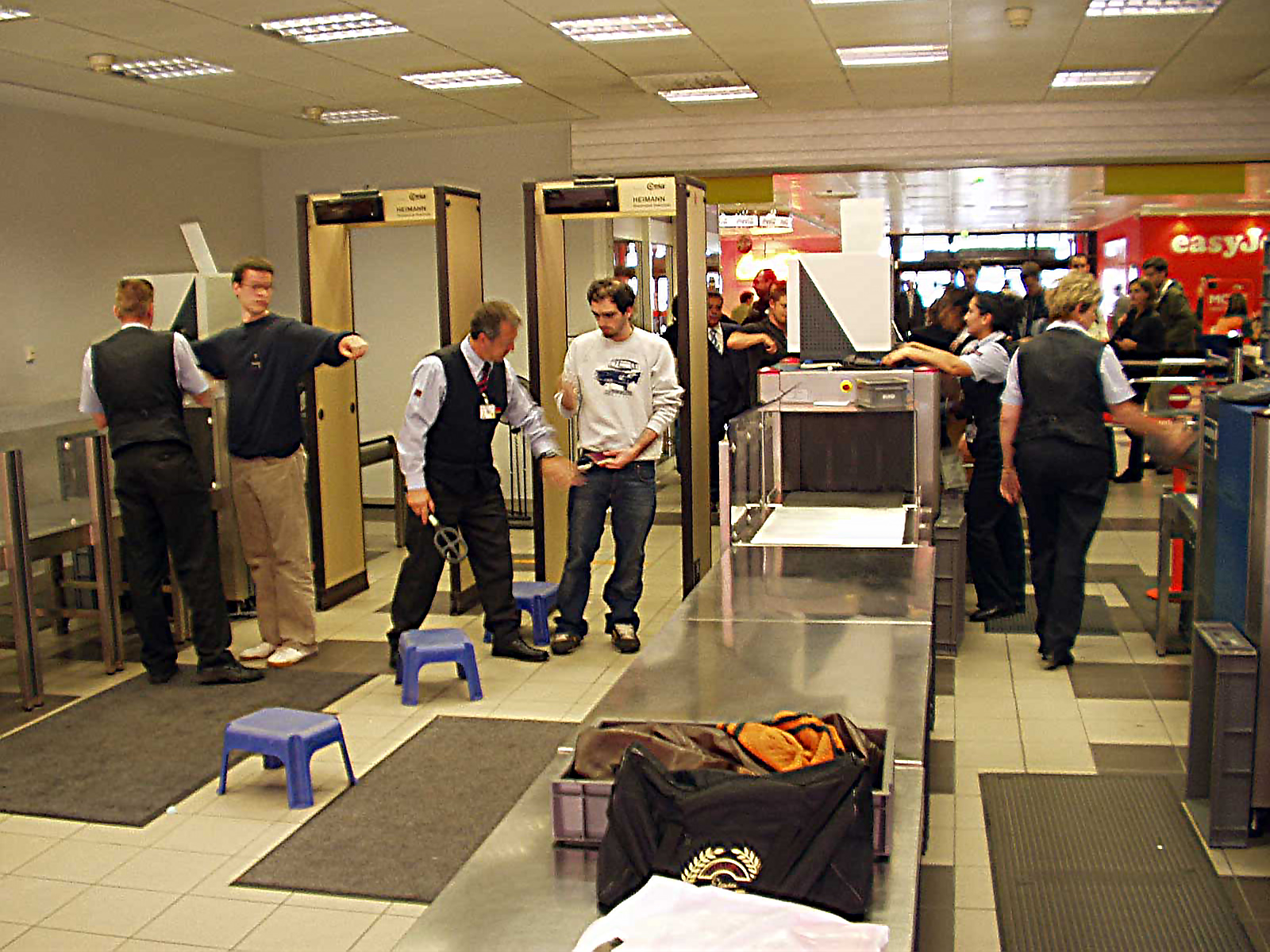
Fémkereső kapu használatban egy repülőtéren

## Alkalmazása
Ismertebb alkalmazási területei:

### Biztonsági
A finn Outokompu cég vezette be a bányászati fémkeresőnek személyvizsgálati műszerkénti alkalmazott formában való gyártását és árusítását fegyvert illegálisan hordozó (vagy viselő) személyek, banditák felismerésére, az általuk rejtett fegyverek és lőszerek felderítésére.
A híd-formájú személyvizsgáló, ami egy alatta áthaladó személy által vitt tárgyakat ellenőrzi 1995 óta csaknem minden repülőtéren megtalálható.

### Ipari

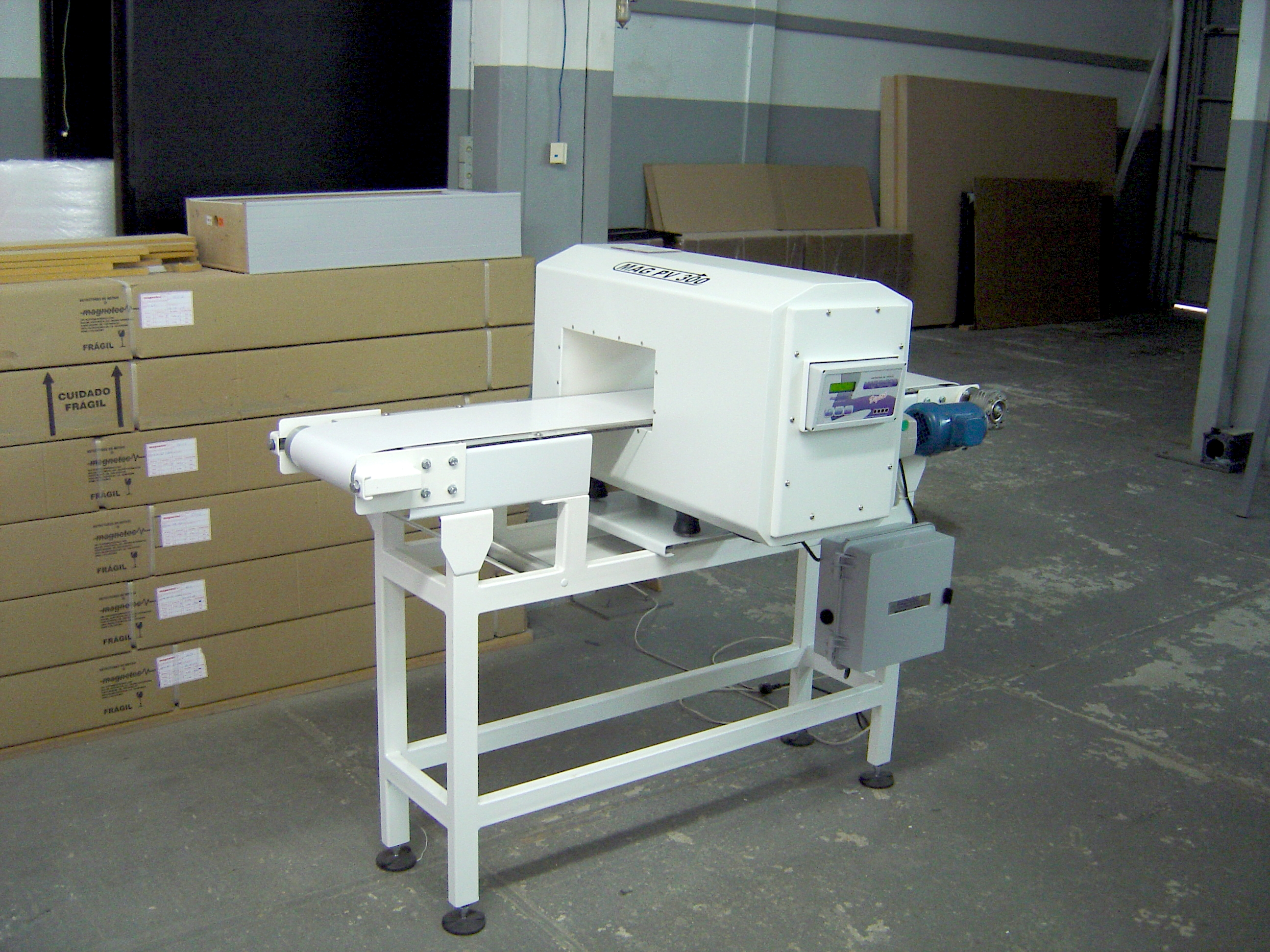
Ipari fémdetektor

A fémdetektorok használata ismert az élelmiszeriparban, a gyógyszeriparban, az üdítőital-iparban, a műanyagiparban, a textiliparban, a kémiai iparban, a nyersfa-szolgáltató iparban, és a csomagolóiparban.
A fő alkalmazási területe az élelmiszeriparban van kopásfém darabok felderítésére, ahol automata fémkeresők válogatják ki és jelölik meg az esetleges fémdarabokat tartalmazó csomagolt árut (például tészta, konzerv).
Az iparban elterjedten használják még talajban futó csővezetékek nyomvonalának felderítésére, fali vezetékek, vasbeton elemek vasalásának érzékelésére is.

### Hobby
A fémkeresés szórakozási célokra az alábbi formákban ismert:
- Érmevadászat: olyan, mint egy sportesemény. Komoly érmevadászok nemcsak órákat, hanem hónapokat is szánnak feltételezetten értékesnek vélt tárgyakat rejtő, történelmileg és földrajzilag ismeretes, de feledésbe került helyek felderítésére.
- Nemesfémkutatás (pl. aranykutatás): angolul: prospecting azt reméli, hogy elemi állapotban levő fémet fog találni.
- Ereklyevadászat: régi tárgyak (pénz, egyéb érme, lövedék, fém gomb, baltafej, csat stb.) keresése.
- Kincsvadászat: bármilyen értéktárgyra való kutatás.
- Tengerparti értékkeresés (angolul: beachcombing, vagyis "tengerpart-fésülés"): Ez a tengerpartfelület rendszeres, vagy rendszertelen pásztázását jelenti értékkeresés céljából. Az USA-ban, Kanadában és a Brit Királyság területein klubok tagjai tanulhatják gyakorlottabb kutatóktól ennek technikáját.
- Roncsvadászat: Vízalatti tárgyak keresése, például elsüllyedt hajók rakományai.

#### Magyarországi helyzetkép
Magyarországon a fémkereső birtoklása és használata nem tiltott. Tilos kutatni a következő helyeken:
- ahonnan 1711 előtti leletek kerülhetnek elő;
- középkori vár, földvár, rom és kunhalom területén;
- Nemzeti parkokban és minden egyéb védett területen;
- ahol egy régészeti feltárás megkezdődött, vagy régészetileg védett (bejegyzett) terület;
- olyan, egyébként nem tiltott helyen, amelynek kutatásához a terület tulajdonosa nem járult hozzá.

A pontos szabályozás a 2001. évi LXIV. Tv. és 18/2001 (X. 18) NKÖM rendeletben olvasható.

### Katonai
Katonai célra speciális fémkeresőket használnak, ugyanis a legtöbb akna minimalizált fémtartalommal készül – a felderítés megnehezítésére. Az aknakeresők képesek érzékelni az aknában előforduló, kb. gyufaszál méretű, nehezen detektálható rozsdamentes anyagokat is.

## Fordítás
- Ez a szócikk részben vagy egészben  a   Metal Detector című angol Wikipédia-szócikk fordításán alapul.  Az eredeti cikk szerkesztőit annak laptörténete sorolja fel. Ez a jelzés csupán a megfogalmazás eredetét és a szerzői jogokat jelzi, nem szolgál a cikkben szereplő információk forrásmegjelöléseként.